# Cot Girek (Muara Dua)
Cot Girek is een bestuurslaag in het regentschap Lhokseumawe van de provincie Atjeh, Indonesië. Cot Girek telt 2422 inwoners (volkstelling 2010).